# 선형오궁
선형오궁은 다섯 개의 집이 있는 5궁의 한 형태다.